# 既知
| ウィキペディアには「既知」という見出しの百科事典記事はありません（タイトルに「既知」を含むページの一覧/「既知」で始まるページの一覧）。 代わりにウィクショナリーのページ「既知」が役に立つかもしれません。 |